# Tegal
För andra betydelser, se Tegal (olika betydelser).
Tegal är en kuststad på centrala Java i Indonesien. Den ligger i provinsen Jawa Tengah och har cirka 250 000 invånare.